# Svenja Weger
Svenja Weger (* 4. September 1993 in Heidelberg) ist eine deutsche Seglerin. Sie ist Mitglied im Potsdamer Yachtclub und aktuell wohnhaft in Kiel, wo sie Psychologie studiert.
Sie wurde 2014 Europameisterin und 2016 Deutsche Meisterin in der olympischen Laser-Radial-Klasse. Weitere internationale Erfolge feierte Weger 2013 mit dem Siegen bei den Junioren-Weltmeisterschaften und den Junioren-Europameisterschaften am Balaton in Ungarn. Bei den 2021 ausgetragenen Olympischen Sommerspielen 2020 in Tokio belegte sie den 16. Platz.

## Erfolge
- 1. Platz Europameisterschaft 2014 (Laser Radial) in Split
- 1. Platz Junioren-Weltmeisterschaft U21 2013
- 1. Platz Junioren-Europameisterschaft U21 2013
- 2. Platz Young Europeans Sailing 2013
- 4. Platz Int. Deutsche Meisterschaft 2013
- 3. Platz Young Europeans Sailing 2012
- 3. Platz Team-Race-Weltmeisterschaft 2006 (Optimist)
- 1. Platz Deutsche Jüngsten-Meisterschaft 2005 (Optimist)

## Auszeichnungen
- „Berliner Pilsner Nachwuchsförderpreis 2013“